# Michel Courtemanche
Pour les articles homonymes, voir Courtemanche.
Michel Courtemanche, parfois simplement appelé Courtemanche, né le 11 décembre 1964 à Montréal, est un humoriste, mime, acteur et producteur de télévision québécois.

## Biographie

### Jeunesse et débuts
Né le 11 décembre 1964 à Montréal, Michel Courtemanche entre en 1981 dans la ligue d'improvisation du Collège Montmorency (à Laval, où il poursuivra des études de réalisateur de cinéma jusqu'en 1985). Il fait partie de l'équipe de Claude Legault, alors capitaine. Il excelle dans les sketchs humoristiques en faisant beaucoup de grimaces, mais également dans un registre plus dramatique dans le rôle de Flo La Vigne notamment. Il participe également à la compétition Cégeps en spectacle avec un numéro de mime musical.
À l'âge de 20 ans, il joue au sein de la Ligue d'improvisation universitaire (LUI) qui présente ses matchs à l'ancien Café Campus situé en face de l'Université de Montréal. Par la suite, il apparaît à quelques reprises à la télévision, où il présente des sketchs humoristiques. Il entreprend une tournée, avec entre autres JiCi Lauzon, au sein d'un quatuor nommé Les Monstres de l'humour.
Dès 1985, il se produit dans le cadre des Lundis des HA! HA! au Club Soda, sur l'avenue du Parc à Montréal. Il présente ensuite son sketch Le Batteur au festival Juste pour rire où il connaît un énorme succès en 1987. En 1989, Michel Courtemanche présente à Montréal, un premier spectacle intitulé Un nouveau comique est né ! Ce spectacle, qui sera présenté à plus de 500 reprises, marque le véritable début de sa carrière d'humoriste. Ses spectacles suivants connaîtront un franc succès au Québec, en Allemagne et en France, où il tiendra l'affiche pendant deux semaines à l'Olympia.

### Tournées
En septembre 1993, Courtemanche entreprend une tournée en France, en Suisse et en Belgique. Au total plus de 200 000 personnes assistent à son spectacle Les Nouvelles Aventures de Courtemanche en Europe francophone. À ce jour[Quand ?], il est l'un des seuls humoristes québécois à avoir réussi pareil exploit.
En 1995, il est le personnage principal d'une bande-dessinée Les Aventures de Courtemanche (dessins de Bruno Marty et Erroc) aux Éditions Dargaud. À l'été 1996, Courtemanche se lance un nouveau défi et anime l'un des galas Just for Laughs — le pendant anglophone du festival Juste pour rire — devant de nombreux représentants de l'industrie américaine de l'humour.
Le 17 juillet 1997, Courtemanche interrompt une représentation au Vieux-Port de Montréal après seulement 40 minutes, plaidant une crise de panique au beau milieu d'un spectacle qui tourne mal. « Je vous demande juste de comprendre. Tant qu'à faire de la merde pendant une autre heure… », plaidera-t-il avant de suggérer au public de se faire rembourser. Quatre jours plus tard, il remonte sur les planches et sa performance est appréciée par le public et les critiques ; il ne renoue toutefois plus jamais réellement avec la scène, notamment à cause d'une bipolarité diagnostiquée tardivement. En septembre 1997, le comédien anime l'émission télévisée hebdomadaire Juste pour rire, qui présente les meilleurs moments des spectacles enregistrés au festival homonyme.
George Lucas l'approche pour interpréter le personnage de Jar Jar Binks pour Star Wars, épisode I : La Menace fantôme (sorti en 1999), mais le rôle est finalement confié à Ahmed Best.

### Apparitions sporadiques
En 2000, Michel Courtemanche participe à la série télévisée canado-britannique The Secret Adventures of Jules Verne, où il interprète le rôle de Passepartout, un valet constamment à la recherche de nouvelles inventions. En 2002, il tient deux rôles au cinéma, d'abord dans Nuit de noces, de Émile Gaudreault, puis dans Karmina 2, de Gabriel Pelletier.
Depuis 2002, Courtemanche passe derrière la caméra. Sa société de production, Encore Télévision, produit l'adaptation québécoise de la série française Caméra Café, diffusée sur le réseau TVA. La série connaît un important succès, avec des audiences dépassant le million de téléspectateurs[source insuffisante].
En 2003, il est utilisé à son insu par la police de Montréal pour infiltrer le clan Rizzuto. En 2008, il accepte le rôle de Captain Canada dans la série de Simon Astier Hero Corp. De 2009 à 2015, il joue dans la série Vrak la Vie, sur la chaîne télévisée VRAK.TV, dans le rôle du professeur d'éducation physique de l'école.
En 2010, il fait la mise en scène du spectacle de Dominic Paquet, Paquet voit le jour. De 2010 à 2013, il participe aussi à l'émission Bye Bye, revue satirique de l'actualité québécoise, tant politique qu'artistique, en compagnie d'Hélène Bourgeois Leclerc, Véronique Cloutier, Joël Legendre et Louis Morissette.
En 2016, il se produit sur la scène du Grand Théâtre dans le cadre du Grand Rire de Québec (maintenant ComediHa! Fest-Québec), pour une reprise de son sketch Le Batteur. En 2018, il sort son autobiographie Face à Faces écrite avec Jean-Yves Girard, dans laquelle il affirme ne plus vouloir remonter sur scène. En 2019, il est diplômé du programme « Perfectionnement en scénarisation » de l'École nationale de l'humour.
En décembre 2023, il remporte la troisième saison de la version québécoise de Chanteurs masqués, sous la peau du caméléon. En 2024, il est honoré dans un spectacle multidisciplinaire intitulé Michel! joué par de jeunes comiques formés par Courtemanche, qui puisent dans les anciens sketchs de ce dernier pour les mettre en scène à leur manière.

## Œuvres

### Spectacles
- 1989 : Un nouveau comique est né !
- 1992 : Les Nouvelles Aventures de Courtemanche
- 1997 : Chaos[9]

### Vidéos
- 1990 : Courtemanche, le comique qui cartoone
- 1993 : Les Nouvelles Aventures de Courtemanche
- 1994 : Courtemanche "on tour"
- 1995 : Entrez dans l'univers de Courtemanche

### Cinéma
- 1997 : La Ballade de Titus de Vincent de Brus : Titus
- 2001 : Nuit de noces d'Émile Gaudreault : Marc
- 2002 : Karmina 2 de Gabriel Pelletier : Ti-Pit

### Télévision
- 2000 : Les aventures secrètes de Jules Verne (série TV) : Passepartout
- 2002 : Caméra Café
- 2008 : Hero Corp de Simon Astier : Captain Canada
- 2010 : Bye Bye 2010 : plusieurs rôles
- 2011 : Bye Bye 2011 : plusieurs rôles
- 2012 : Bye Bye 2012 : plusieurs rôles
- 2013 : Bye Bye 2013 : plusieurs rôles
- 2014 : Bye Bye 2014 : plusieurs rôles